# Internationale Moedertaaldag
Elk jaar wordt door de UNESCO op 21 februari de Internationale Moedertaaldag gevierd. Deze dag staat in het teken van de taalkundige en culturele diversiteit en de meertaligheid. Voor de UNESCO zijn talen het instrument om het culturele erfgoed levend te houden. Door de moedertaal in ere te houden, blijft de taalkundige en culturele traditie bestaan en wordt men zich meer bewust van de verschillen tussen etnische groepen. Dit leidt mogelijk tot meer begrip.

## Geschiedenis
Aanleiding om de Internationale Moedertaaldag op 21 februari te vieren, zijn de rellen in 1952 toen diverse studenten omkwamen tijdens demonstraties om het Bengaals, de zesde taal van de wereld, erkend te krijgen als een officiële taal van Pakistan. Pakistan bestond toen uit Oost- en West-Pakistan, het huidige Bangladesh en het huidige Pakistan. De regering had gesteld dat uitsluitend het Urdu de taal van Pakistan was.
De Internationale Moedertaaldag werd voor het eerst in 2000 gevierd. Het bericht dat hiertoe in 2001 opriep, meldde dat er toen ongeveer 6700 talen waren.

## Thema's
- 2005: Gebarentalen en braille;
- 2017: richting ondersteunde toekomst door meertalig onderwijs;[2]
- 2018: Linguïstische diversiteit en meertaligheid: sleutels voor steun en vrede.[3]
- 2019: "Omdat 2019 het Internationale Jaar van de Inheemse Talen is, is het thema van de Internationale Dag van de Moedertaal dit jaar: inheemse talen als een factor in ontwikkeling, vrede en verzoening."[4]